# 游氏祖墓
游氏祖墓，位于中国福建省霞浦县松城街道宝清村、桥头里后山，为一个霞浦县级文物保护单位，类型为古墓葬，公布时间为2020年10月。
游氏祖墓分为游凤墓、學誠墓。游凤墓位于松城街道桥头里，始建于清朝康熙五十年（1711年）；游学诚墓位于松城街道宝清村，始建于民国14年（1925年），该墓群是研究霞浦游氏家族历史的重要文物。